# Boško Janković
Boško Janković (in serbo Бошко Јанковић?; Belgrado, 1º marzo 1984) è un ex calciatore serbo, di ruolo centrocampista.

## Caratteristiche tecniche
Giocava nel ruolo di ala sinistra, destra o mezzapunta: era dotato di un buon fisico e di mezzi atletici, ma soprattutto di un gran tiro secco e potente dalla distanza. La sua carriera è stata condizionata da diversi infortuni.

## Carriera

### Club

#### Stella Rossa di Belgrado
Esordisce nella stagione 2002-2003 con la Stella Rossa, con la quale segna 3 gol in 13 presenze. Nella stagione 2005-2006 ottiene i primi successi, con 12 gol segnati in 6 gare. Vince tre campionati e tre coppe nazionali.

#### Maiorca
Nell'estate 2006 passa al Maiorca per 3 milioni di euro. Nella stagione disputa 28 incontri nella Liga segnando 9 reti.

#### Palermo
Il 29 giugno 2007 viene acquistato per 8 milioni di euro dal Palermo, col quale sottoscrive un contratto quinquennale da 1,5 milioni lordi a stagione, triplicando il suo ingaggio precedente. È il primo calciatore serbo nella storia della società rosanero.
Inizia titolare con l'allenatore Stefano Colantuono, segnando anche nella partita di andata di Coppa UEFA al 90º contro il Mladá Boleslav, ma con il ritorno del tecnico Francesco Guidolin viene relegato in panchina e in tribuna. Torna in campo titolare il 17 febbraio nella partita casalinga contro il Cagliari a causa delle squalifiche di Miccoli ed Amauri e risulta decisivo segnando il gol del 2-0 e fornendo l'assist per il primo gol. Chiude la stagione con 3 reti all'attivo.

#### Genoa
Il 1º settembre 2008, nelle ultime ore del calciomercato, passa al Genoa in prestito con diritto di riscatto del cartellino fissato a 3,5 milioni di euro. Chiude la stagione con altri 3 gol all'attivo.
Il 25 giugno 2009 viene riscattato dal Genoa per 3,5 milioni di euro. Infortunatosi ad un ginocchio in amichevole prima dell'inizio del campionato, ha subito un intervento al ginocchio e ha potuto esordire soltanto nel girone di ritorno, nella partita vinta per 3-0 contro l'Udinese subentrando a partita in corso. Successivamente un altro grave infortunio lo tiene ancora fuori dal campo per sei mesi, dopo essersi operato a Barcellona in artroscopia per meniscectomia mediale del ginocchio sinistro e revisione del legamento crociato. La stagione 2009-2010 termina così con sole 3 presenze.
Il 25 giugno 2010 viene rinnovata la compartecipazione del giocatore tra Palermo e Genoa.
Il 12 novembre 2010, dopo otto mesi di inattività, torna in campo giocando la partita del Campionato Primavera contro il Parma. Ritorna in campo con la prima squadra a dieci mesi esatti dall'ultima apparizione, il 6 gennaio 2011 in Genoa-Lazio (0-0) valida per la 18ª giornata di campionato, uscendo all'86' per far posto ad Emiliano Moretti. Chiude la stagione con 6 presenze, l'ultima delle quali alla 27ª giornata in Catania-Genoa 2-1.
Il 24 giugno 2011 Genoa e Palermo non fanno alcuna offerta per il suo cartellino, così la compartecipazione viene risolta dalla società ligure. Il 25 gennaio 2012 rinnova il contratto coi rossoblu fino al 2014. Il 5 febbraio seguente realizza la prima doppietta col Genoa, nella partita vinta per 3-2 sulla Lazio. Conclude la stagione con 30 presenze e 6 gol in campionato e una partita in Coppa Italia.
Il 18 agosto 2012 segna su punizione il suo primo gol in Coppa Italia nella partita persa poi ai rigori contro l'Hellas Verona. Il 26 agosto 2012, nella partita Genoa-Cagliari (2-0) della prima giornata del campionato, indossa per la prima volta la fascia di capitano in una partita di Serie A. Il 2 settembre 2012 segna il suo primo gol stagionale in campionato in occasione della trasferta di Catania, per il momentaneo pareggio dei Grifoni nella gara poi persa 3-2.

#### Hellas Verona
Il 20 luglio 2013 passa all'Hellas Verona in prestito con diritto di riscatto. Il 24 agosto 2013, alla prima partita di campionato contro il Milan, partendo titolare realizza l'assist decisivo per il compagno Luca Toni per il definitivo 2-1. Il 3 novembre 2013 realizza invece la sua prima rete con la maglia dell'Hellas Verona, segnando il secondo gol nella partita vinta contro il Cagliari per 2-1.
Il 18 febbraio 2014 l'Hellas Verona riscatta il suo cartellino dal Genoa. Chiude la stagione con 18 presenze in campionato e una in Coppa Italia, l'8 luglio 2015 rinnova il suo contratto con gli scaligeri per altri due anni.
Inizia la stagione 2015-2016 siglando il primo gol del campionato nell'anticipo del 22 agosto contro la Roma (partita finita 1-1 con il pareggio di Florenzi), stagione che terminerà con la retrocessione del Verona (ultimo classificato) in Serie B.
Il 30 agosto 2016 risolve consensualmente il proprio contratto con l'Hellas.

#### Ritiro
Nel settembre 2018 annuncia il proprio ritiro dall'attività agonistica.

### Nazionale
Ha segnato il suo primo gol in nazionale serba nelle qualificazioni al campionato d'Europa 2008, nella partita contro il Portogallo (terminata 1-1). Ha partecipato al campionato europeo Under-21 2007, in cui la Serbia Under-21 si è classificata seconda. Non ha partecipato al campionato d'Europa 2008 in quanto la Serbia non vi si è qualificata, ma nelle amichevoli in vista della competizione, giocando mezzapunta alle spalle del centravanti Dragan Mrđa, ha realizzato una rete contro la Rep. Ceca under 21 (1-0) e un'altra rete alla Germania (1-2). Stessa situazione si è ripetuta nel 2010, quando non ha disputato, stavolta per infortunio, il mondiale sudafricano, cui la Serbia si era qualificata, con 6 partite delle eliminatorie giocate da Janković.

## Statistiche

### Presenze e reti nei club
Statistiche aggiornate al 17 aprile 2016.
| Stagione             | Squadra              | Campionato           | Campionato | Campionato | Coppe nazionali | Coppe nazionali | Coppe nazionali | Coppe continentali | Coppe continentali | Coppe continentali | Altre coppe | Altre coppe | Altre coppe | Totale | Totale |
| Stagione             | Squadra              | Comp                 | Pres       | Reti       | Comp            | Pres            | Reti            | Comp               | Pres               | Reti               | Comp        | Pres        | Reti        | Pres   | Reti   |
| -------------------- | -------------------- | -------------------- | ---------- | ---------- | --------------- | --------------- | --------------- | ------------------ | ------------------ | ------------------ | ----------- | ----------- | ----------- | ------ | ------ |
| 2002-2003            | Stella Rossa         | MSL                  | 13         | 3          | -               | -               | -               | -                  | -                  | -                  | -           | -           | -           | 13     | 3      |
| 2003-2004            | Stella Rossa         | MSL                  | 4          | 0          | -               | -               | -               | -                  | -                  | -                  | -           | -           | -           | 4      | 0      |
| 2004                 | Jedinstvo Ub         | SLW                  | 28         | 21         | -               | -               | -               | -                  | -                  | -                  | -           | -           | -           | 28     | 21     |
| 2004-2005            | Stella Rossa         | MSL                  | 28         | 9          | -               | -               | -               | UCL+CU             | 4+2                | 1+0                | -           | -           | -           | 34     | 10     |
| 2005-2006            | Stella Rossa         | MSL                  | 26         | 12         | -               | -               | -               | CU                 | 5                  | 0                  | -           | -           | -           | 31     | 12     |
| ago. 2006            | Stella Rossa         | MSL                  | 0          | 0          | -               | -               | -               | UCL                | 4                  | 0                  | -           | -           | -           | 4      | 0      |
| Totale Stella Rossa  | Totale Stella Rossa  | Totale Stella Rossa  | 71         | 24         |                 | -               | -               |                    | 15                 | 1                  |             | -           | -           | 86     | 25     |
| ago. 2006-2007       | Maiorca              | PD                   | 28         | 9          | CR              | 4               | 2               | -                  | -                  | -                  | -           | -           | -           | 32     | 11     |
| 2007-2008            | Palermo              | A                    | 26         | 2          | CI              | 2               | 0               | CU                 | 2                  | 1                  |             |             |             | 30     | 3      |
| ago. 2008            | Palermo              | A                    | 1          | 0          | CI              | 0               | 0               | -                  | -                  | -                  | -           | -           | -           | 1      | 0      |
| Totale Palermo       | Totale Palermo       | Totale Palermo       | 27         | 2          |                 | 2               | 0               |                    | 2                  | 1                  |             | -           | -           | 31     | 3      |
| ago. 2008-2009       | Genoa                | A                    | 25         | 4          | CI              | 1               | 0               | -                  | -                  | -                  | -           | -           | -           | 26     | 4      |
| 2009-2010            | Genoa                | A                    | 3          | 0          | CI              | 0               | 0               | UEL                | 0                  | 0                  | -           | -           | -           | 3      | 0      |
| 2010-2011            | Genoa                | A                    | 6          | 0          | CI              | 1               | 0               | -                  | -                  | -                  | -           | -           | -           | 7      | 0      |
| 2011-2012            | Genoa                | A                    | 30         | 6          | CI              | 1               | 0               | -                  | -                  | -                  | -           | -           | -           | 31     | 6      |
| 2012-2013            | Genoa                | A                    | 19         | 4          | CI              | 1               | 0               | -                  | -                  | -                  | -           | -           | -           | 20     | 4      |
| Totale Genoa         | Totale Genoa         | Totale Genoa         | 83         | 14         |                 | 4               | 0               |                    | 0                  | 0                  |             | -           | -           | 87     | 14     |
| 2013-2014            | Verona               | A                    | 18         | 2          | CI              | 1               | 0               | -                  | -                  | -                  | -           | -           | -           | 19     | 2      |
| 2014-2015            | Verona               | A                    | 18         | 1          | CI              | 1               | 0               | -                  | -                  | -                  | -           | -           | -           | 19     | 1      |
| 2015-2016            | Verona               | A                    | 15         | 1          | CI              | 3               | 1               | -                  | -                  | -                  | -           | -           | -           | 18     | 2      |
| Totale Hellas Verona | Totale Hellas Verona | Totale Hellas Verona | 51         | 4          |                 | 5               | 1               |                    | -                  | -                  |             | -           | -           | 56     | 5      |
| Totale carriera      | Totale carriera      | Totale carriera      | 288        | 74         |                 | 15              | 3               |                    | 17                 | 2                  |             | -           | -           | 320    | 79     |

### Cronologia presenze e reti in Nazionale
| Cronologia completa delle presenze e delle reti in nazionale ― Serbia | Cronologia completa delle presenze e delle reti in nazionale ― Serbia | Cronologia completa delle presenze e delle reti in nazionale ― Serbia | Cronologia completa delle presenze e delle reti in nazionale ― Serbia | Cronologia completa delle presenze e delle reti in nazionale ― Serbia | Cronologia completa delle presenze e delle reti in nazionale ― Serbia | Cronologia completa delle presenze e delle reti in nazionale ― Serbia | Cronologia completa delle presenze e delle reti in nazionale ― Serbia |
| Data                                                                  | Città                                                                 | In casa                                                               | Risultato                                                             | Ospiti                                                                | Competizione                                                          | Reti                                                                  | Note                                                                  |
| --------------------------------------------------------------------- | --------------------------------------------------------------------- | --------------------------------------------------------------------- | --------------------------------------------------------------------- | --------------------------------------------------------------------- | --------------------------------------------------------------------- | --------------------------------------------------------------------- | --------------------------------------------------------------------- |
| 15-11-2006                                                            | Belgrado                                                              | Serbia                                                                | 1 – 1                                                                 | Norvegia                                                              | Amichevole                                                            | -                                                                     |                                                                       |
| 24-3-2007                                                             | Almaty                                                                | Kazakistan                                                            | 2 – 1                                                                 | Serbia                                                                | Qual. Euro 2008                                                       | -                                                                     |                                                                       |
| 28-3-2007                                                             | Belgrado                                                              | Serbia                                                                | 1 – 1                                                                 | Portogallo                                                            | Qual. Euro 2008                                                       | 1                                                                     | 40’ 68’                                                               |
| 2-6-2007                                                              | Helsinki                                                              | Finlandia                                                             | 0 – 2                                                                 | Serbia                                                                | Qual. Euro 2008                                                       | 1                                                                     | 67’                                                                   |
| 22-8-2007                                                             | Bruxelles                                                             | Belgio                                                                | 3 – 2                                                                 | Serbia                                                                | Qual. Euro 2008                                                       | -                                                                     |                                                                       |
| 8-9-2007                                                              | Belgrado                                                              | Serbia                                                                | 0 – 0                                                                 | Finlandia                                                             | Qual. Euro 2008                                                       | -                                                                     | 20’ 54’                                                               |
| 13-10-2007                                                            | Erevan                                                                | Armenia                                                               | 0 – 0                                                                 | Serbia                                                                | Qual. Euro 2008                                                       | -                                                                     | 73’                                                                   |
| 17-10-2007                                                            | Baku                                                                  | Azerbaigian                                                           | 1 – 6                                                                 | Serbia                                                                | Qual. Euro 2008                                                       | 1                                                                     | 68’                                                                   |
| 21-11-2007                                                            | Belgrado                                                              | Serbia                                                                | 2 – 2                                                                 | Polonia                                                               | Qual. Euro 2008                                                       | -                                                                     | 76’                                                                   |
| 24-11-2007                                                            | Belgrado                                                              | Serbia                                                                | 1 – 0                                                                 | Kazakistan                                                            | Qual. Euro 2008                                                       | -                                                                     | 24’                                                                   |
| 6-2-2008                                                              | Skopje                                                                | Macedonia                                                             | 1 – 1                                                                 | Serbia                                                                | Amichevole                                                            | -                                                                     | 46’                                                                   |
| 26-3-2008                                                             | Kiev                                                                  | Ucraina                                                               | 2 – 0                                                                 | Serbia                                                                | Amichevole                                                            | -                                                                     | 73’                                                                   |
| 24-5-2008                                                             | Dublino                                                               | Irlanda                                                               | 1 – 1                                                                 | Serbia                                                                | Amichevole                                                            | -                                                                     |                                                                       |
| 28-5-2008                                                             | Burghausen                                                            | Russia                                                                | 2 – 1                                                                 | Serbia                                                                | Amichevole                                                            | -                                                                     | 46’ 78’                                                               |
| 31-5-2008                                                             | Gelsenkirchen                                                         | Germania                                                              | 2 – 1                                                                 | Serbia                                                                | Amichevole                                                            | 1                                                                     | 82’                                                                   |
| 6-9-2008                                                              | Belgrado                                                              | Serbia                                                                | 2 – 0                                                                 | Fær Øer                                                               | Qual. Mondiali 2010                                                   | -                                                                     | 75’                                                                   |
| 10-9-2008                                                             | Saint-Denis                                                           | Francia                                                               | 2 – 1                                                                 | Serbia                                                                | Qual. Mondiali 2010                                                   | -                                                                     |                                                                       |
| 11-10-2008                                                            | Belgrado                                                              | Serbia                                                                | 3 – 0                                                                 | Lituania                                                              | Qual. Mondiali 2010                                                   | -                                                                     | 72’                                                                   |
| 15-10-2008                                                            | Vienna                                                                | Austria                                                               | 1 – 3                                                                 | Serbia                                                                | Qual. Mondiali 2010                                                   | -                                                                     | 46’ 86’                                                               |
| 10-2-2009                                                             | Nicosia                                                               | Cipro                                                                 | 0 – 2                                                                 | Serbia                                                                | Torneo di Cipro 2009 - Semifinale                                     | -                                                                     |                                                                       |
| 11-2-2009                                                             | Nicosia                                                               | Ucraina                                                               | 1 – 0                                                                 | Serbia                                                                | Torneo di Cipro 2009 - Finale                                         | -                                                                     | 71’                                                                   |
| 28-3-2009                                                             | Costanza                                                              | Romania                                                               | 2 – 3                                                                 | Serbia                                                                | Qual. Mondiali 2010                                                   | -                                                                     | 62’                                                                   |
| 1-4-2009                                                              | Belgrado                                                              | Serbia                                                                | 2 – 0                                                                 | Svezia                                                                | Amichevole                                                            | 1                                                                     | 71’                                                                   |
| 6-6-2009                                                              | Belgrado                                                              | Serbia                                                                | 1 – 0                                                                 | Austria                                                               | Qual. Mondiali 2010                                                   | -                                                                     | 56’ 61’                                                               |
| 3-3-2010                                                              | Algeri                                                                | Algeria                                                               | 0 – 3                                                                 | Serbia                                                                | Amichevole                                                            | -                                                                     | 67’                                                                   |
| 10-8-2011                                                             | Mosca                                                                 | Russia                                                                | 1 – 0                                                                 | Serbia                                                                | Amichevole                                                            | -                                                                     | 68’                                                                   |
| 11-11-2011                                                            | Santiago de Querétaro                                                 | Messico                                                               | 2 – 0                                                                 | Serbia                                                                | Amichevole                                                            | -                                                                     | 63’                                                                   |
| 14-11-2011                                                            | San Pedro Sula                                                        | Honduras                                                              | 2 – 0                                                                 | Serbia                                                                | Amichevole                                                            | -                                                                     |                                                                       |
| 28-2-2012                                                             | Limassol                                                              | Serbia                                                                | 2 – 0                                                                 | Armenia                                                               | Amichevole                                                            | -                                                                     | 74’                                                                   |
| 26-5-2012                                                             | San Gallo                                                             | Spagna                                                                | 2 – 0                                                                 | Serbia                                                                | Amichevole                                                            | -                                                                     | 65’                                                                   |
| 31-5-2012                                                             | Reims                                                                 | Francia                                                               | 2 – 0                                                                 | Serbia                                                                | Amichevole                                                            | -                                                                     | 75’                                                                   |
| Totale                                                                |                                                                       | Presenze                                                              | 31                                                                    |                                                                       | Reti                                                                  | 5                                                                     |                                                                       |

## Palmarès

### Club

#### Competizioni nazionali
- Campionato serbo: 1

Stella Rossa: 2001
- Campionato serbomontenegrino: 2

Stella Rossa: 2003-2004, 2005-2006
- Coppa di Serbia: 3

Stella Rossa: 2002, 2004, 2006